# Lauren Hutton
Pour les articles homonymes, voir Hutton.
Lauren Hutton, de son vrai nom Mary Laurence Hutton, née le 17 novembre 1943 à Charleston, (Caroline du Sud, États-Unis), est un mannequin et une actrice américaine.
Elle est un des premiers « mannequins vedettes » à mener une carrière d'actrice.

## Biographie

### Mannequinat
Elle est née le 17 novembre 1943 sans connaître son père ; elle grandit à Charleston puis à Miami. Accompagnée d'un homme de 38 ans avec qui elle est en couple, elle arrive à New York. Son premier travail, durant quatre mois, est Playboy Bunny et, car son prénom Mary était déjà utilisé, se fait appeler « Laurence » rapidement raccourci en « Lauren ». Par la suite, elle quitte New York, part un an et demi à la Nouvelle-Orléans, puis retourne en Floride et s'y repose durant quelques mois en bord de mer. Avec l'idée de partir en Afrique, elle revient à New York et y cherche un job. Elle y découvre le métier de mannequin grâce à une relation de son ancien boulot dans le Playboy Club. Elle débute pour la maigre salaire de 50 $ la semaine chez Dior mais en profite pour monter son book en parallèle. Après plusieurs refus de la part des agences new new-yorkaises, elle finit par être acceptée chez Eileen Ford où elle enchaîne de multiples prestations peu glorieuses, essentiellement des essayages car elle avait la taille 38 « idéale ». Au bout de sept mois, par le hasard des rencontres, elle obtient de  faire un essai  chez Vogue et se fait remarquer par l'influente Diana Vreeland qui l'envoie se faire photographier dès le lendemain chez Richard Avedon, la star des photographes de mode de l'époque ; elle se transforme alors en son mannequin favori. Lauren Hutton devient une star incontournable du mannequinat. Elle obtient sa première couverture du magazine de mode en novembre 1966 et travaille comme une acharnée, enchaînant les rendez-vous chaque jour.
Vers 1973/1974, négociée par Richard Avedon, elle signe un contrat d'exclusivité de 400 000 $ pour deux ans, avec Revlon, somme « astronomique » pour l'époque ; bien que Charles Revson le patron de la marque de cosmétique la déteste, ce contrat va durer onze ans pour seulement 20 jours de travail par an. Cet accord peu exigeant lui permet de voyager, de faire du cinéma, tout en étant en recul face au mannequinat. 

### Cinéma
Dès ses débuts au cinéma, elle tient la vedette au côté de Robert Redford, James Caan et Burt Reynolds. Paper Lion, son premier film, bénéficie d'une excellente réputation mais il est peu ou pas montré. Partenaire quelques années plus tard des géants Gene Kelly et Red Buttons, Lauren Hutton travaille avec Ettore Scola et Carlo Vanzina, Karel Reisz, Alan Rudolph et Robert Altman. Après un film avec John Carpenter, Lauren Hutton est la partenaire de Richard Gere dans American Gigolo, qui rencontre le succès. Sa beauté atypique (asymétrie et strabisme selon l'intéressée) fait merveille. « Je tournais cinq films par an, ce qui me rapportait bien davantage que d'être mannequin, mais les films où j'apparaissais en tant qu'actrice n'étaient pas ceux que j'allais voir en tant que spectatrice. Bref, je m'ennuyais ».
À la suite de ces succès au cinéma, Gerard W. Ford (en) de l'agence Ford insiste pour qu'elle fasse une publicité pour Barneys, photographiée par Steven Meisel, ce qu'elle finit par accepter. Après cette image et un temps de réflexion de plusieurs mois, elle décide de se tourner de nouveau vers la mode et relance quelques magazines. Elle est de nouveau en contrat avec Revlon à la fin des années 1980, et ce durant trois ans.
Sa carrière américaine comme actrice s'avère décevante par la suite. Ni La Grande Zorro, parodie avec George Hamilton, ni Paternity où elle retrouve Burt Reynolds, ni Lassiter avec Tom Selleck ne confortent sa place. En France, elle figure dans la comédie Tout feu, tout flamme avec Yves Montand, et s'illustre particulièrement dans deux films demeurés confidentiels mais aux critiques flatteuses : Hécate, maîtresse de la nuit, avec Bernard Giraudeau, et Flagrant Désir. Hutton passe du drame à la comédie, de Eric Idle à Gérard Depardieu, de Mary Higgins Clark au Studio 54. Aux États-Unis, elle apparaît dans des séries (Paper Dolls, Falcon Crest, Nip/Tuck) mais les films dont elle tient la vedette ont peu de retentissement.

## Filmographie
- 1969 : Le Lion de papier (Paper Lion) d'Alex March
- 1970 : Entre Dieu et la femme (Pieces of Dreams) de Daniel Haller
- 1970 : L'Ultime Randonnée de Sidney J. Furie
- 1971 : Le Ravi (Permette? Rocco Papaleo) d'Ettore Scola
- 1973 : A Time for Love de George Schaefer avec Bonnie Bedelia (TV)
- 1974 : Le Flambeur (The Gambler) de Karel Reisz
- 1976 : Gator de Burt Reynolds
- 1976 : Bienvenue à Los Angeles d'Alan Rudolph : Nona Bruce
- 1977 : Le Casse-cou de Gordon Douglas
- 1978 : Un mariage de Robert Altman : Flo Farmer
- 1978 : Meurtre au 43e étage de John Carpenter : Leigh Michaels
- 1980 : American Gigolo de Paul Schrader : Michelle Stratton
- 1980 : Marathon de Jackie Cooper (non créditée) (TV)
- 1981 : La Grande Zorro de Peter Medak : Charlotte Taylor Wilson
- 1981 : Paternity de David Steinberg
- 1982 : Hécate, maîtresse de la nuit de Daniel Schmid : Clothilde de Watteville
- 1982 : Tout feu, tout flamme de Jean-Paul Rappeneau : Jane
- 1983 : La Clinique du Docteur H. (The Cradle Will Fall) (TV)
- 1984 : Paper Dolls, cinq épisodes
- 1984 : Signé : Lassiter de Roger Young : Kari von Fursten
- 1985 : Vampire Forever d'Howard Storm : La comtesse
- 1986 : Flagrant Désir de Claude Faraldo
- 1986 : La Griffe du destin (Sins)  : ZZ Bryant
- 1986 : Le Retour de Mike Hammer (The Return of Mickey Spillane's Mike Hammer) de Ray Danton
- 1986 : Monte Carlo, mini-série d'Anthony Page : Evelyn McIntyre
- 1987 : Malone, un tueur en enfer d'Harley Cokeliss
- 1987 : Falcon Crest, quatre épisodes (série TV)
- 1988 : Marathon de Terence Young
- 1989 : Forbidden Sun de Zelda Barron
- 1990 : Visions en direct (Fear) de Rockne S. O'Bannon
- 1990 : Le Voyageur (The Hitchhiker), un épisode
- 1991 : Miliardi de Carlo Vanzina
- 1991 : Guilty as Charged de Sam Irvin
- 1991 : Missing Pieces de Leonard Stern
- 1994 : My Father, ce héros de Steve Miner
- 1995-1996 : Central Park West série créée par Darren Star, vingt-et-un épisodes : Linfa Fairchild
- 1998 : Studio 54 de Mark Christopher
- 1999 : Loser Love de Jean-Marc Vallée
- 2007 : Nip/Tuck de Ryan Murphy : Fiona McNeil
- 2009 : La Famille Jones de Derrick Borte
- 2018 : Moi, belle et jolie d'Abby Kohn (en) et Marc Silverstein (en) : Lily LeClaire

### Note
1. ↑  Durant sa carrière, elle fait 26 fois la couverture de l'édition américaine de Vogue, ce qui semble un record d'après ce magazine[1]. Elle fait également, entre autres, la couverture de Newsweek ou de Mademoiselle[2].